# 韋爾斯伍德鎮區 (明尼蘇達州艾特金縣)
韋爾斯伍德鎮區（英語：Wealthwood Township）是位於美國明尼蘇達州艾特金縣的一個行政鎮區。

## 地方資料
韋爾斯伍德鎮區的面積為188.00平方千米，當中陸地面積為60.00平方千米，而水域面積為128.00平方千米。根據2020年美國人口普查的數據，當地共有人口251人，而人口密度為每平方千米1.34人。